# Circle of Two
Circle of Two (br: Círculo de Dois Amantes) é um filme canadense de 1980, do gênero drama, dirigido por Jules Dassin.

## Elenco
- Tatum O'Neal .... Sarah Norton
- Norma Dell'Agnese .... Ruspoli
- Donann Cavin .... Smitty
- Elan Ross Gibson .... professora de ginástica
- Maggie Morris .... professora de música
- Richard Burton .... Ashley St. Clair
- Larry Ewashen .... homem no cinema
- Robin Gammell .... Mr. Norton
- Patricia Collins .... Mrs. Norton
- Michael Wincott .... Paul